# Mixocera rectifasciata
Mixocera rectifasciata là một loài bướm đêm trong họ Geometridae.